# Jacquemontia bracteosa
Jacquemontia bracteosa är en vindeväxtart som beskrevs av Carl Daniel Friedrich Meisner. Jacquemontia bracteosa ingår i släktet Jacquemontia och familjen vindeväxter. Inga underarter finns listade i Catalogue of Life.